# 長瀞町
長瀞町（ながとろまち）は、埼玉県の西部に位置し、秩父郡に属する町。人口は約6千人。「長瀞」の正式な字体はである。

## 地理
秩父地方に属し、秩父盆地の北端に位置する。美里町、寄居町、皆野町、本庄市（旧：児玉町）と隣接する。北に不動山、陣見山、南西に宝登山と山々に囲まれた町の中央には荒川が南北に流れており、長瀞渓谷となっている。その川に沿って鉄道、国道が延びている。
町の全域が「県立長瀞玉淀自然公園」に指定されており、特に上長瀞から高砂橋までの荒川の両岸は国指定名勝及び天然記念物の保存区域となっている。

## 歴史
古くは戦国期より見出せる野上であり、江戸期には幕府領に属する本野上村、中野上村、野上下郷村があり、これを野上三郷と通称されていた。
- 1871年（明治4年） - 入間県に所属する[5]。
- 1872年（明治5年） - 大区小区制施行により、第10 - 11大区4・7小区に所属する[5]。
- 1873年（明治6年） - 熊谷県に所属する[5]。
- 1876年（明治9年） - 埼玉県に所属する[5]。
- 1879年（明治12年） - 郡区町村編制法施行に伴い、秩父郡に所属する[5]。
- 1889年（明治22年）4月1日 - 町村制施行により、本野上村・中野上村・藤谷淵村の区域を以って秩父郡野上村（のがみむら）となる[3]。旧村は野上村の大字となる。大字本野上に役場を開設する[3]。
- 1940年（昭和15年）2月15日 - 町制施行により、野上町となる[6]。大字藤谷淵は大字長瀞に改称される[3][7]。
- 1943年（昭和18年）9月8日 - 樋口村および白鳥村の一部を編入する[6]。大字は野上町へ継承された。
- 1955年（昭和30年）11月10日 - 昭和天皇が行幸（地方事情視察の一環）。秩父鉄道有隣倶楽部、秩父自然科学博物館などを視察[8]。
- 1972年（昭和47年）11月1日 - 長瀞町へ改称[6][5]。町名の由来は国の名勝・天然記念物の長瀞から[9]。
- 1989年（平成元年）4月1日 - 防災行政無線運用開始。

## 人口
令和2年国勢調査によると、埼玉県では東秩父村に次ぎ、2番目に人口の少ない市町村となっている。
| |                                        |  |
| 長瀞町と全国の年齢別人口分布（2005年） | 長瀞町の年齢・男女別人口分布（2005年） |  |
| ■紫色 ― 長瀞町 ■緑色 ― 日本全国 | ■青色 ― 男性 ■赤色 ― 女性              |  |
| 長瀞町（に相当する地域）の人口の推移 \| 1970年（昭和45年） \| 8,275人 \| \| \| 1975年（昭和50年） \| 8,591人 \| \| \| 1980年（昭和55年） \| 8,908人 \| \| \| 1985年（昭和60年） \| 8,963人 \| \| \| 1990年（平成2年） \| 8,906人 \| \| \| 1995年（平成7年） \| 8,809人 \| \| \| 2000年（平成12年） \| 8,560人 \| \| \| 2005年（平成17年） \| 8,352人 \| \| \| 2010年（平成22年） \| 7,910人 \| \| \| 2015年（平成27年） \| 7,324人 \| \| \| 2020年（令和2年） \| 6,807人 \| \| |                                        |  |
| 総務省統計局 国勢調査より |                                        |  |
| 1970年（昭和45年） | 8,275人                                |  |
| 1975年（昭和50年） | 8,591人                                |  |
| 1980年（昭和55年） | 8,908人                                |  |
| 1985年（昭和60年） | 8,963人                                |  |
| 1990年（平成2年） | 8,906人                                |  |
| 1995年（平成7年） | 8,809人                                |  |
| 2000年（平成12年） | 8,560人                                |  |
| 2005年（平成17年） | 8,352人                                |  |
| 2010年（平成22年） | 7,910人                                |  |
| 2015年（平成27年） | 7,324人                                |  |
| 2020年（令和2年） | 6,807人                                |  |

## 行政

### 町長
- 町長：大澤タキ江（2013年7月29日就任、2期目）

### 広域行政
皆野町との合併が検討され、合併調印締結の一歩手前の段階まで協議が進んでいたが、唯一新町名で折り合いがつかず、2005年3月31日に「皆野町・長瀞町合併協議会」は解散となった。
- 皆野・長瀞下水道組合：皆野町とともに下水道およびし尿処理事業を行っている。（平成20年4月1日に皆野・長瀞水道企業団と秩北衛生下水道組合を統合し、皆野・長瀞上下水道組合が発足。その後、平成28年4月1日に上水道事業を秩父広域市町村圏組合に移管し、現組織名に改称する。）
- 秩父広域市町村圏組合：秩父市、横瀬町、皆野町及び小鹿野町とともに、ごみの収集・処理、火葬場（秩父斎場）の設置・維持管理、消防事務（秩父消防本部）、上水道事業及び秩父ふるさと市町村圏計画の策定・地域振興事業等を行っている。

### 消防
- 秩父消防本部（秩父広域市町村圏組合（秩父市））
  - 北分署（皆野町）
- 長瀞町消防団

### 警察
- 秩父警察署（秩父市）
  - 長瀞交番 （秩父郡長瀞町大字本野上678番地1）※2013年3月を以て長瀞駐在所、樋口駐在所は統廃合され、野上駐在所が長瀞交番となる。

## 経済
後述する観光が主な産業で、2016年の旅行者数は約269万人と2006年比で3割近く増えた。外国人にも人気が高い。
- 工業
  - 岩田工業団地（東洋パーツ、日本イスエード、秩父イワサキなど）
- 商業
  - フジマート長瀞店、コメリ長瀞店、モンベル長瀞店

## 地域

### 町の公共施設
- 保健センター
- 長瀞町世代間交流支援センター「ひのくち館」
- 長瀞町中央公民館

### 教育
- 中学校
  - 長瀞町立長瀞中学校
- 小学校
  - 長瀞町立長瀞第一小学校
  - 長瀞町立長瀞第二小学校[注釈 2]

### 県の公共施設
- 埼玉県立自然の博物館
- 埼玉県立長瀞げんきプラザ
- 埼玉県長瀞総合射撃場

### 電話番号
市外局番は町内全域が「0494」。同一市外局番の地域との通話は市内通話料金で利用可能（秩父MA）。収容局は長瀞局のみ。

### 郵便番号
郵便番号は町内全域が「369-13xx」（長瀞郵便局）である。

## 交通

### 道路
国道
- 国道140号

県道
- 主要地方道
  - 埼玉県道13号前橋長瀞線
  - 埼玉県道82号長瀞玉淀自然公園線
- 一般県道
  - 埼玉県道201号岩田樋口停車場線
  - 埼玉県道202号野上停車場線
  - 埼玉県道203号長瀞停車場線
  - 埼玉県道204号上長瀞停車場線
  - 埼玉県道287号長瀞児玉線

### 鉄道
中心となる駅：野上駅
秩父鉄道
- 秩父本線 : 樋口駅 - 野上駅 - 長瀞駅 - 上長瀞駅

宝登山ロープウェイ（宝登興業）
- 宝登山頂駅 - 宝登山麓駅

### タクシー
タクシーの営業区域は秩父交通圏で、秩父市・横瀬町・皆野町・小鹿野町と同じエリアとなっている。

### 路線バス
- 2025年現在、路線バスは1路線も運行されておらず、各観光地等の送迎バスが定期的に運行されている程度となっている[12]。

## 観光
長瀞渓谷をはじめとする数々の観光名所を有し、「秩父の赤壁」「関東の耶馬溪」という別名を持つ。
- 長瀞渓谷 - 国の名勝及び天然記念物
  - 岩畳
  - ライン下り
  - 長瀞船玉祭 - 8月15日の夜に行われる祭り。水難者供養として始まったもので、ボンボリを飾り付けた万灯船が瀞の流れを上下して供養の灯籠が流され、打ち上げ花火が渓谷に響きわたる火と水の祭典である。
  - ラフティング
  - カヤック
- ジオパーク秩父
  - 埼玉県立自然の博物館 - 展示物の化石が国の天然記念物（古秩父湾堆積層及び海棲哺乳類化石群）
- 長瀞町郷土資料館
- 天然氷（阿左美冷蔵 宝登山道店）
- 宝登山神社
- 長瀞通り抜けの桜
- 日本酒（長瀞蔵）
- 宝登山神社の相生の松
- 長瀞トリックアート有隣倶楽部（2025年9月30日閉館予定[14]）

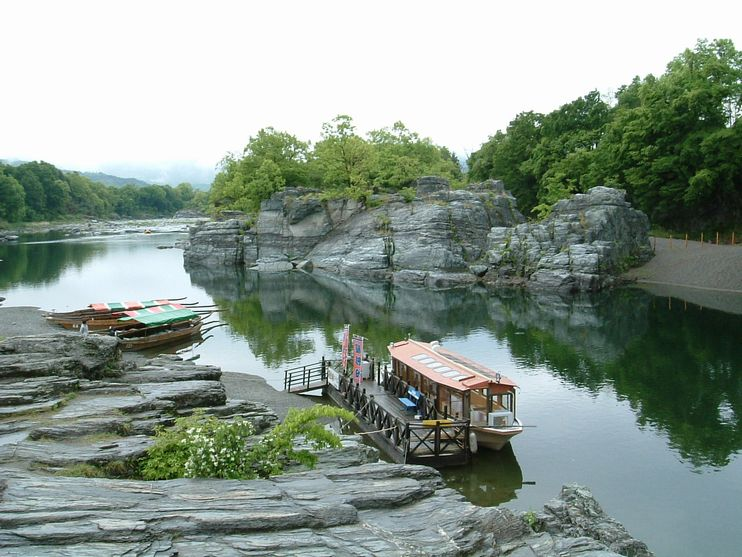
長瀞渓谷
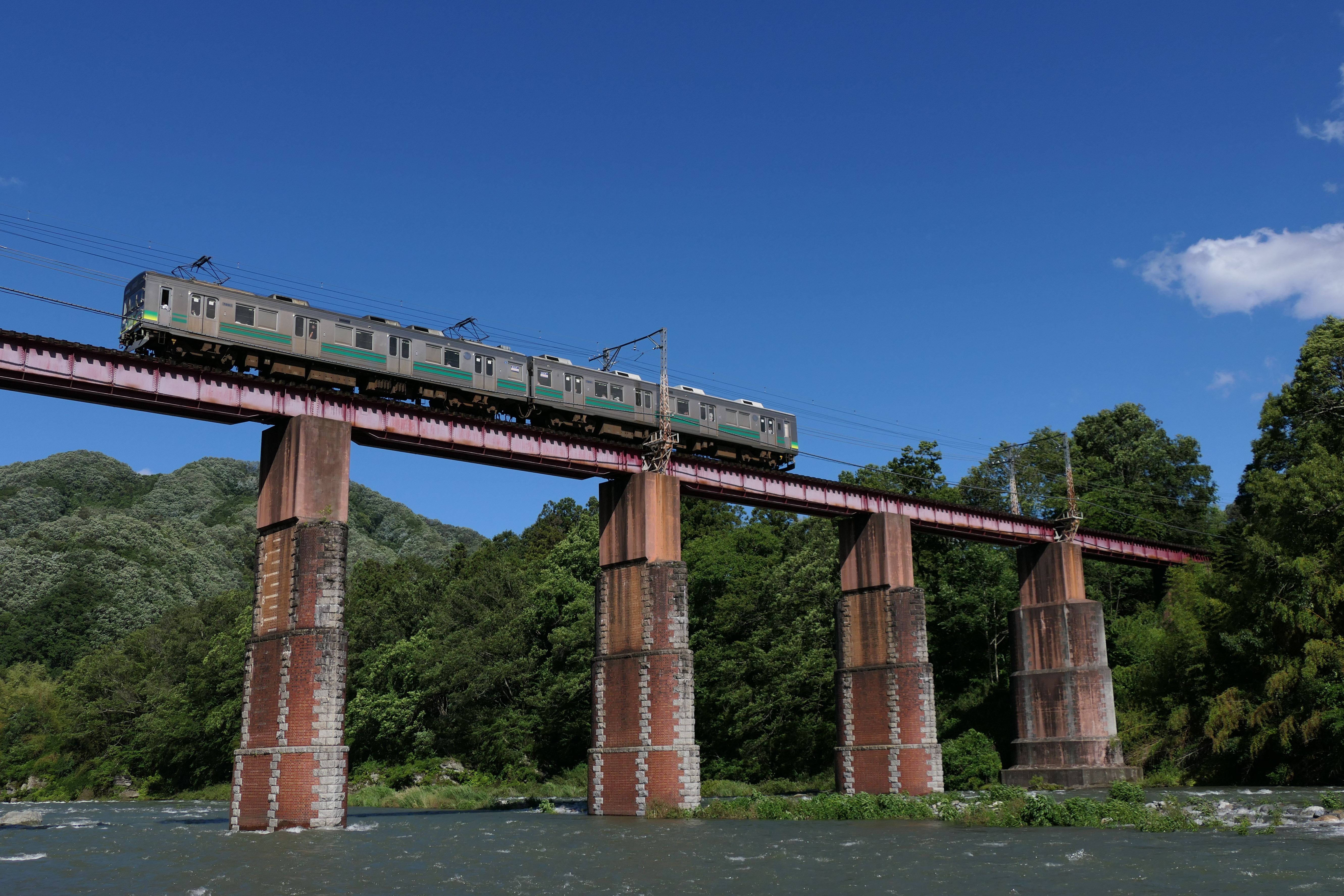
秩父鉄道荒川橋梁
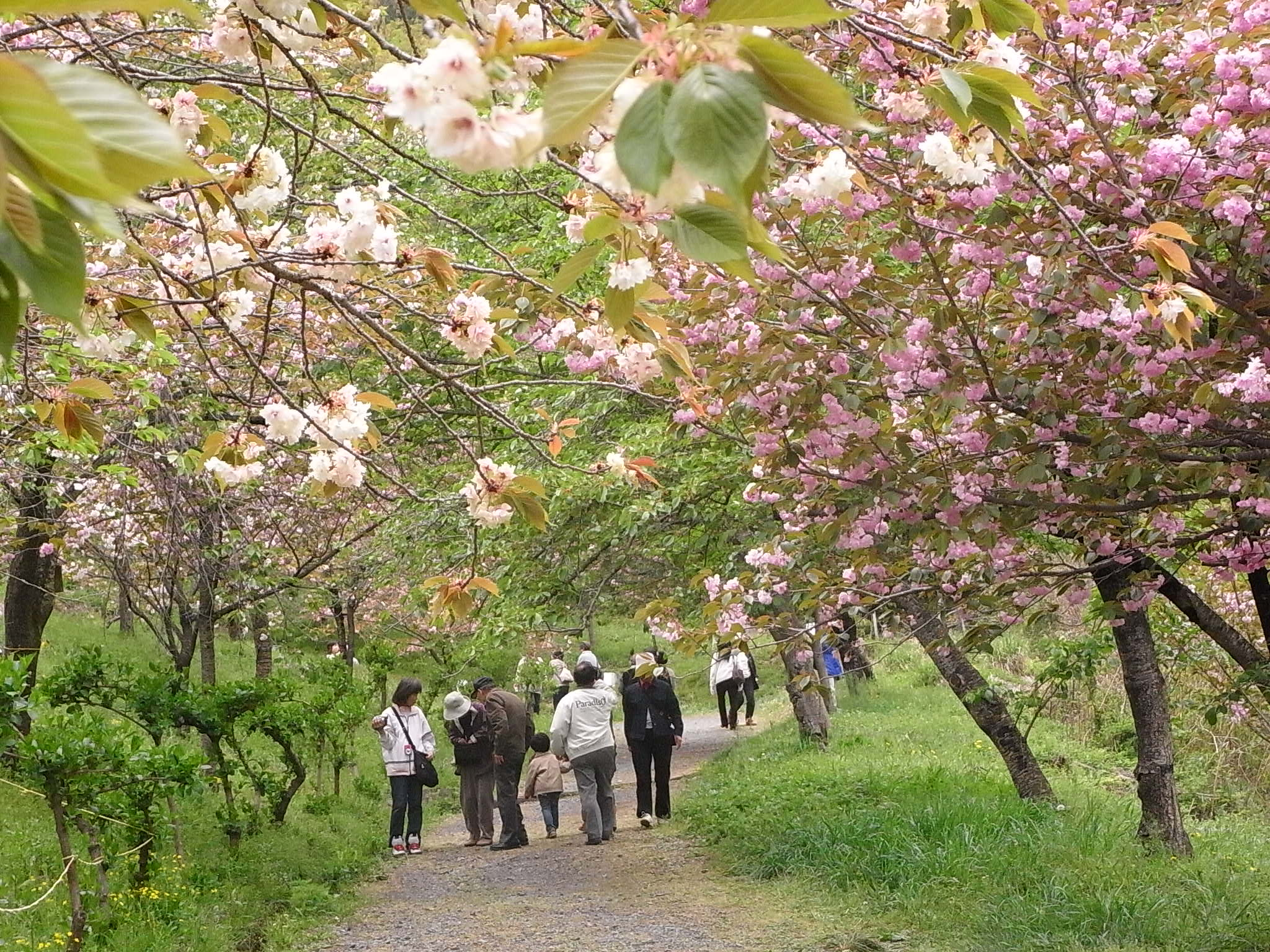
長瀞通り抜けの桜 （2009年4月24日撮影）
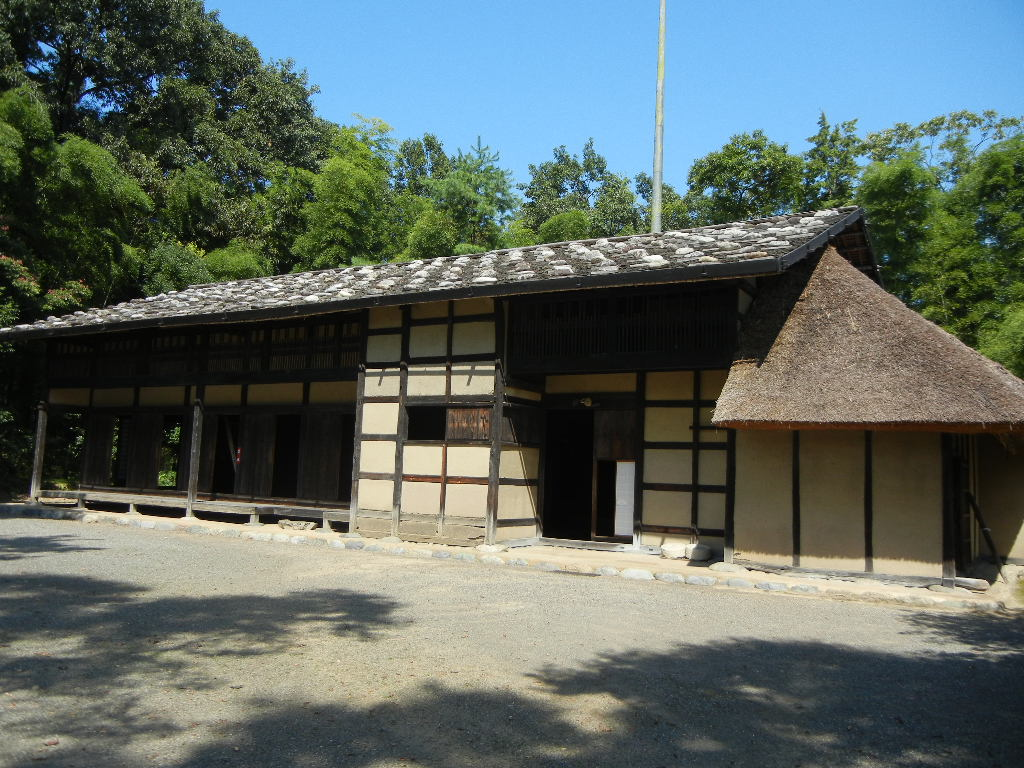
長瀞町郷土資料館
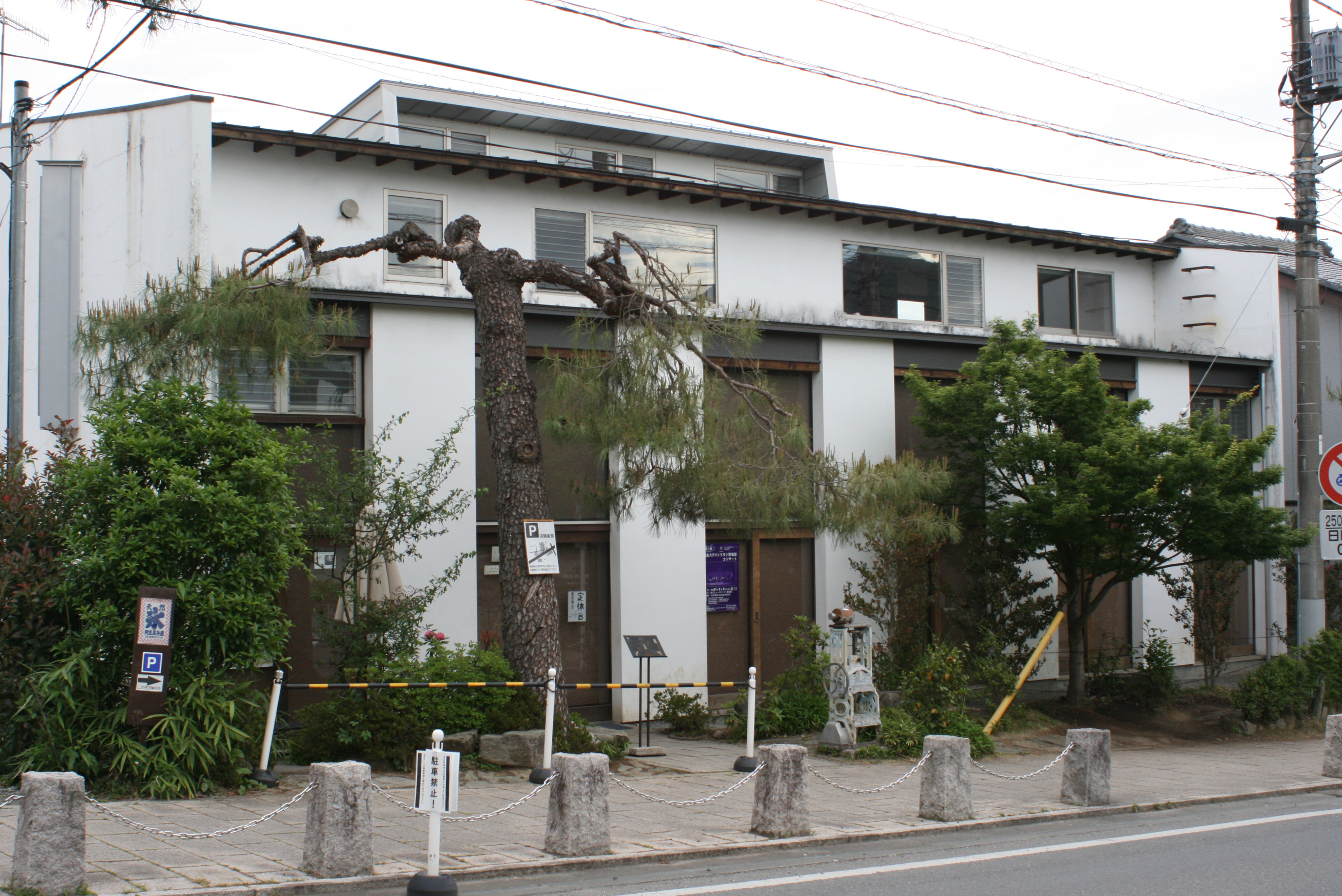
阿左美冷蔵宝登山道店
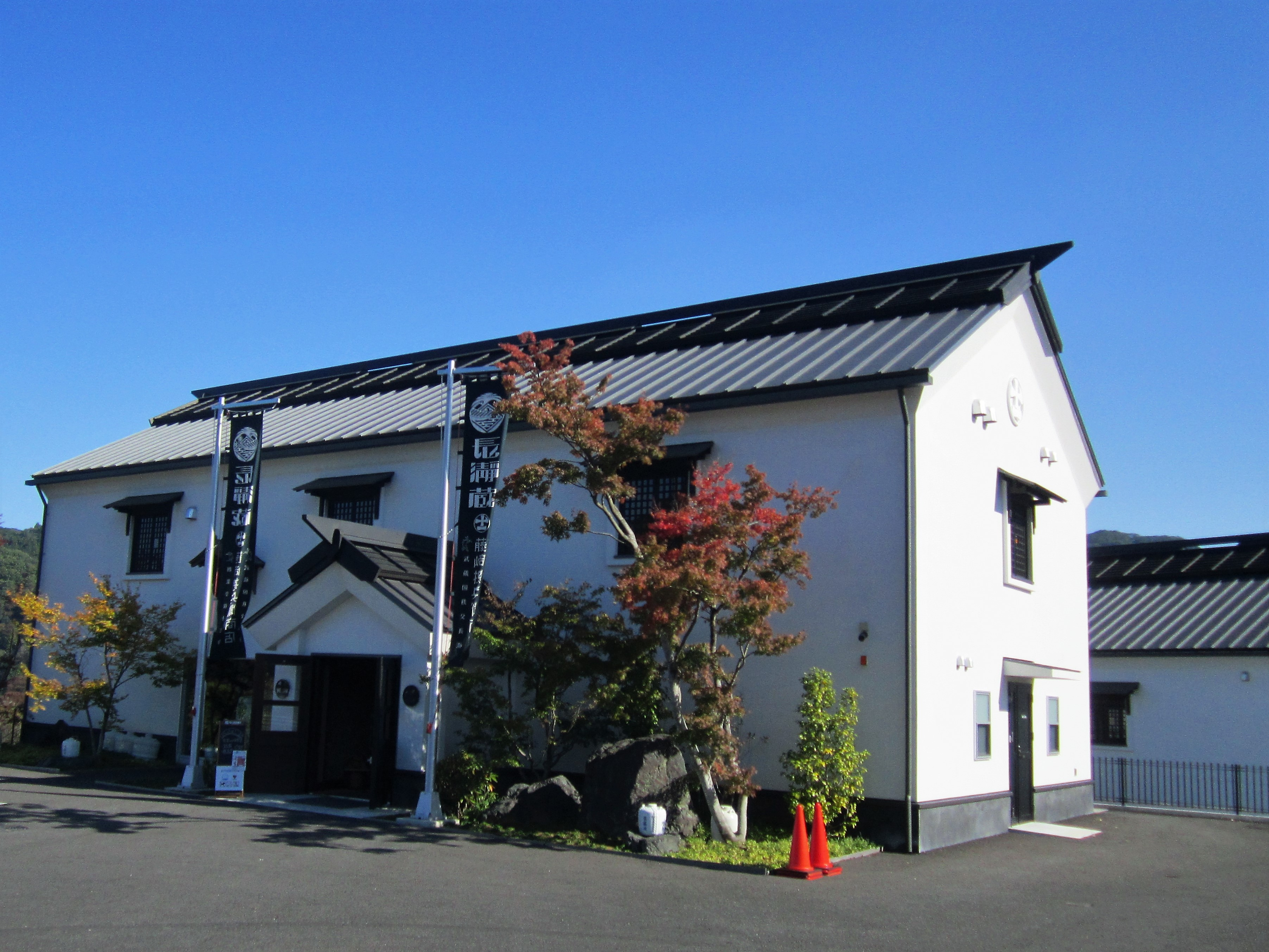
藤﨑摠兵衛商店・長瀞蔵

## 著名な出身者
- あき竹城（在住・女優、タレント）
- 新井涼平（陸上選手）
- 飯野和好（イラストレーター、絵本作家）
- 今井華（モデル、タレント）
- 黒澤潤三(日本医師会会長)
- 鳥羽亮（作家）
- 大沢寅次郎（政治家・旧白鳥村 (埼玉県)出身）
- 村山又芳（競泳・ボート競技選手、1932年ロサンゼルスオリンピックボート競技代表・旧野上村出身）